# Chidka
Rabbi Chidka (auch: Chidqa) war ein jüdischer Gelehrter des Altertums, wirkte um das Jahr 130 n. Chr. und zählt zur vierten Generation der Tannaiten. 
Er gehörte zu den früheren Akiba-Schülern.
Chidka verlangte für den Sabbat vier Hauptmahlzeiten (bab. Schabbat 117 b).